# Hirudiniculture

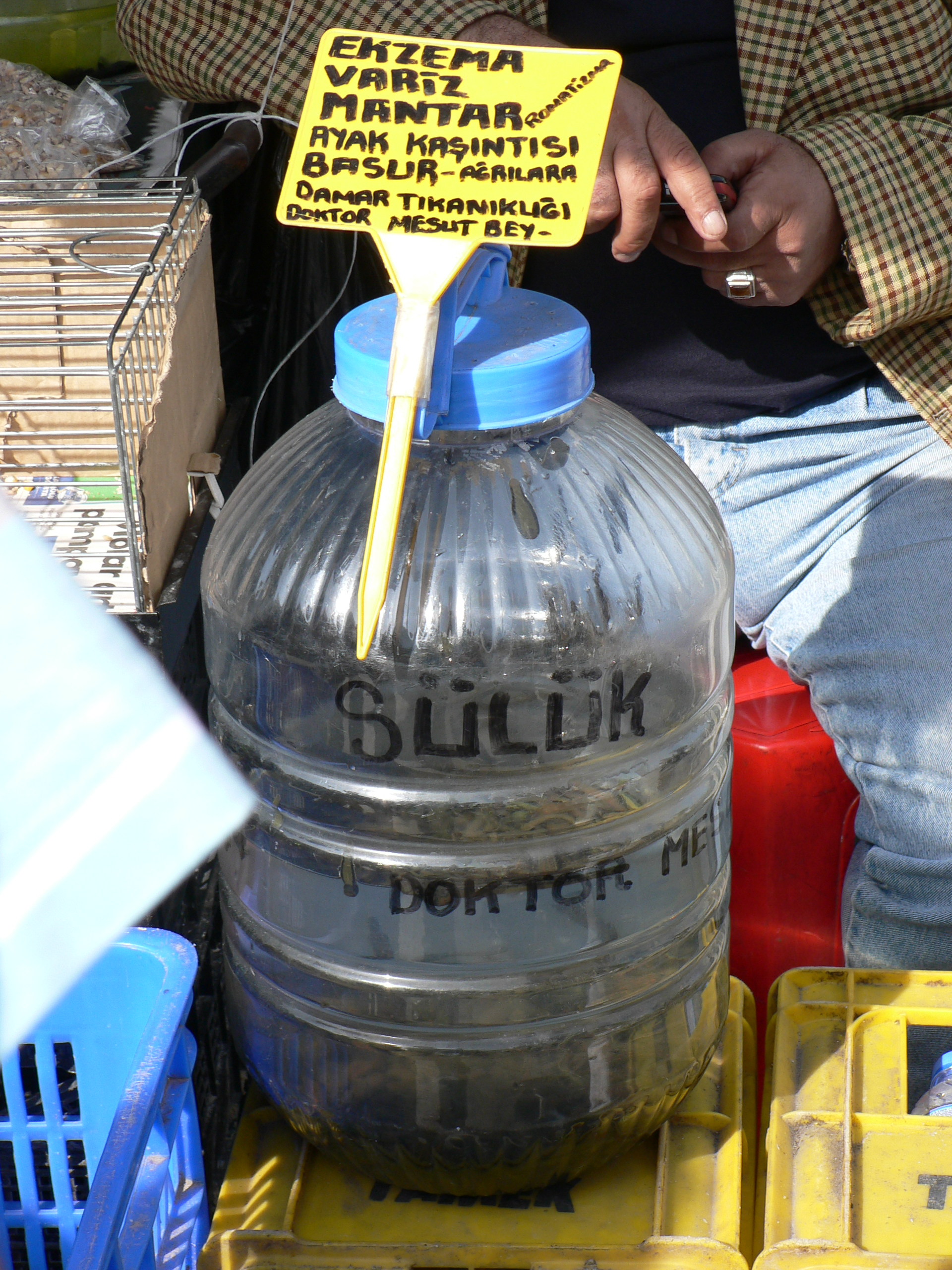
Vendeur de sangsues sur un marché d'Istanbul

L'hirudiniculture est l'élevage de sangsues à des fins thérapeutiques.
On trouve de tels élevages dans les zones marécageuses des Landes. Nourries 1 ou 2 fois par an de larves d'insectes et de têtards, elles sont pêchées au printemps et à l'automne entre 18 et 24 mois. Puis elles sont soumises à un jeûne forcé pendant au moins 100 jours pour qu'elles sécrètent l'hirudine, anticoagulant 10 fois plus puissant que l'héparine.

## Étymologie
Hirudiniculture a la même racine latine que le nom scientifique de la sangsue (Hirudo medicinalis), hirudo qui vient de hoero qui signifie j'adhère.